# 大澤凪沙
大澤 凪沙（おおさわ なぎさ、1991年11月18日 - ）は日本の女性声優、舞台女優。群馬県前橋市出身。アローズプロ所属だったが、現在はフリー。

## 概要・人物
代々木アニメーション学院東京本校声優タレント科卒業。
身長164cm、血液型はB型。
スポーツは少林寺拳法が一番好きで、他にダンス・スノボ・トランポリン・水泳など。
バーテンダーの資格を持っておりお酒に詳しい。自身でウイスキーの紹介ナレーションを制作した程である。
コロナ禍で登録販売者の資格を取得している。

## 出演作品
ラジオ
- 前橋CITY FM ラジオ 「役者魂」パーソナリティ
- FMラジオ 「J-Wins」パーソナリティ
- 「MoeCO」
- 「東京アニメレディオ」
- 小金井FM マジカルナイト パーソナリティ

- ラジオドラマ「未来は僕らの手の中」 桜井先生 役
- ラジオドラマ「下町探偵局」 白百合麗子 役
- ラジオドラマ「ペガサス1帰還せよIII〜地球編〜」 滝川管制官 役[3]
- ラジオドラマ「moeco」 水谷宗次 役
- ラジオドラマtower☆ 都鳥明日香 役 都鳥彩香 役
- ラジオドラマpicture〜忘れられた記憶〜藤堂海咲 役 木村紘 役 幼少期

吹き替え
- 聖書偉人伝　ハガル役、イサク役
- 母の証
- グラウンドゲーム
- タングラング
- ライフインゲート
- トワイライト
- ザニューヨーク
- ピクセル
- エスエル伝　エステル役
- 王朝　叔母、少年A、少女B.C役

ナレーション
- 新潟旅行記　案内ナレーション
- 光月堂　CM
- 世界絶景
- 十勝 案内ナレーション
- 週刊映画ランキング
- 任天堂Wii
- 2006年メリット ラジオCMナレーション
- 法律事務所　ウィング　事業用ナレーション
- ベイトータルサービスジャパン　事業用ナレーション
- 森瓦　事業用ナレーション
- 木村建設　事業用ナレーション
- スタジオディカジェ　CMナレーション
- 商品販促ナレーション　文芸の世界
- 廃品回収車 ナレーション

映像
- 自遊音楽　パーソナリティ
- ダイちゃん寝る！　パーソナリティ
- Wat tv　イメージPV　第一弾、二弾、三弾、五弾、六弾
- サンライズチャンネル

第一月曜日　役者番組　レギュラー、第三金曜日　健康番組　MC、その他各回　ゲスト出演
映画
- 東映「仮面ライダー鎧武」　出演

- 東映「劇場版仮面ライダー 平成ライダー対昭和ライダー 仮面ライダー大戦feat.スーパー戦隊」 出演

CM
- プロミス 2014年第二作目 出演

舞台
- 「Lost time」沙紀 役
- 「oh!My Lovers」麗香 役
- 「Home for you and Me」小田 役
- 「回天第二部〜孜々として為すべきを為す〜」萩忍軍 役
- 「僕の彼女が画面から出てこない」和美 役
- 「戦国トラベラー」真田幸村 役
- 「剣と華」沖田総司 役
- 消された人 石井麻陽 役
- 御面 佐々木恵子 役
- 金平糖 吉田美紗樹 役
- ミュージカル「明日君に会いに行く」山寺優希役

アニメ
- 東京喰種
- ばらかもん
- 旦那が何を言っているかわからない件
- 曇天に笑う
- 劇場版進撃の巨人
- 劇場版プリキュア オールスター

ドラマCD
- 地球へ
- ラストシーン 藤谷彩 役
- 星の京都 東山薫 役
- クロノス  ミルラ・ラフ・イルヴァイス 役
- 源士 北条政子 役 少年期 源義経 役

アプリケーション
- ギリシャ神話 女神バトル テミス 役
- ギリシャ神話 女神バトル第二弾 キルケ 役 テミス役
- 恋愛プロマスター 七尾花梨 役 桐橋里佳 役
- ソーシャルゲーム妖戦記　法正役
- ソーシャルゲーム百花繚乱　羞花閉月役

教材ナレーション
- ニュースで学ぶ歴史
- 町の職業
- ディベートとは
- アリとキリギリス 絵本朗読
- 星の王子さま 絵本朗読
- 一寸法師 絵本朗読

## イベント
- なりきってミタ1　MC、ダンスパフォーマー　出演
- モアザンヘブン　MC　出演
- アニソンパーティ　MC 歌手　出演
- JP✩COLLECTION 2014 MC出演
- アニソン感謝祭 第一幕 第二幕 歌手 出演
- 夏モードフェス MC 歌手 出演
- アニソンカフェ特設ライブ 歌手 出演

撮影
- スタジオライコム 撮影モデル[4]